# Pazo (Boqueijón)
Pazo (en gallego y oficialmente, O Pazo) es una localidad española situada en la parroquia de Pousada, del municipio de Boqueijón, en la provincia de La Coruña, Galicia.

## Demografía
| Gráfica de evolución demográfica de O Pazo entre 2011 y 2018 |
|                                                              |
| Datos según el nomenclátor publicado por el INE.             |